# 格拉頓鎮區 (內布拉斯加州霍爾特縣)
格拉頓鎮區（英語：Grattan Township）是位於美國內布拉斯加州霍爾特縣的一個行政鎮區。

## 地方資料
格拉頓鎮區的面積為304.00平方千米，當中陸地面積為303.99平方千米，而水域面積為0.01平方千米。根據2020年美國人口普查的數據，當地共有人口843人，而人口密度為每平方千米2.77人。